# Induction neurale
L'induction neurale ou induction neurogène est le processus de différenciation par lequel les cellules de l'ectoderme se scindent en neuroectoderme et épiderme en réponse à des signaux qu'elles reçoivent du mésoderme dorsal, ainsi que le processus de différenciation par lequel le neuroectoderme se divise en région spécifiques. 
L'induction neurale s'appuie sur les signaux envoyés par les cellules environnantes. Les principales voies de signalisation inductive chez les embryons sont:
- l'acide rétinoïque ;
- les membres de la superfamille d'hormones peptidiques TGF-β et leur membre les protéines morphogénétiques de l'os (notamment BMP4) ;
- les FGF;
- le gène Sonic hedgehog (Shh) ;
- et les signaux de la famille Wnt.

Ces différentes molécules sont produites par des régions spécifiques comme la chorde, la plaque du plancher, la plaque du toit ou les tissus adjacents (notamment les somites).
Ces processus et les molécules et récepteur impliqués et les programmes de différenciation qu'ils provoquent sont à un très haut degré similaires chez les vertébrés et les invertébrés.

## Histoire
La découverte de l'induction neuronale fut faite en 1924 par Hans Spemann et Hilde Mangold. Ils firent l'observation sur des embryons d'amphibiens que la différentiation de la plaque neurale dépendait de signaux reçus d'une région qu'ils appelèrent région organisatrice.

## Les différents processus d'induction
Les cellules de l'ectoderme peuvent devenir des cellules neurales ou des cellules épidermiques mais sont vouées par défaut à devenir des cellules neurales.
Dès le commencement de la formation de la plaque neurale, les cellules acquièrent des caractéristiques les différenciant en prosencéphale, mésencéphale, rhombencéphale et moelle spinale.

### Induction neurale
La différentiation de la plaque neurale en épiderme se fait par l'intermédiaire des protéines morphogénétiques de l'os (BMP4) qui bloquent la différenciation neuronale par défaut. Ainsi les cellules de l'ectoderme acquièrent une différenciation en cellules épidermiques et non en cellules neurales. Les inducteurs neuraux tels que la follistatine, la noggine et la chordine bloquent les effets des BMP4 et induisent ainsi indirectement les tissus nerveux.

### Formation des patrons neuraux
Après l'étape de neurulation formant le tube neural, un ensemble de signaux inductifs sont produits par diverses régions du tube neural ou des tissus environnants. Ces signaux modulent l'expression génique et conduisent le tube neural à se diviser en régions distinctes correspondant aux régions du système nerveux mature. 

#### Motifs antéro-postérieur
Le rhombencéphale et la moelle spinale sont structurés par les gènes Hox, qui sont exprimés dans des domaines se chevauchant le long de l'axe antéro-postérieur sous le contrôle de l'acide rétinoïque,.

##### Signaux internes au tube neural
À l'intérieur du tube neural, la zona limitans intrathalamica et l'organisateur isthmique permettent la différenciation du prosencéphale, mésencéphale et rhombencéphale.

#### Motifs dorso-ventral
Sous l'action conjuguée entre Shh, noggine, chordine, follistatine, BMP4, AR et FGF différents facteurs de transcriptions sont déclenchés ou inhibés. Ainsi le long de l'axe dorsal-ventral apparaîtront des neurones de relais sensitifs, des interneurones ou des motoneurones. 

##### Signaux de la chorde et de la plaque du plancher
Un gradient de la protéine Shh est émis par la chorde,, Shh induit notamment la différenciation du plancher neural qui produira à son tour Shh. Ce gradient permet alors la différentiation et les positions des motoneurones et des interneurones en développement, particulièrement dans la partie ventrale de la moelle épinière et du cerveau postérieur.

##### Signaux de l'ectoderme et de la plaque du toit
L'ectoderme et la plaque du toit produisent quant à eux des molécules TGF-β (comme la dorsaline, activine et BMP4) et Wnt. Ce gradient, opposé au gradient de Shh, permet quant à lui la différenciation de la crête neurale puis la génération de divers neurones sensitifs dans la moelle spinale dorsale. 
Ainsi outre la différenciation de la plaque neurale, les BMP4 permettent aussi la différenciation de la partie dorsale de la moelle spinale et du rhombencéphale.  

## Anomalies génétiques et perturbation du développement
Des maladies telles que l'holoprosencéphalie, le médulloblastome et le carcinome basocellulaire sont provoquées par des mutations du gène Shh ou des protéines de signalisation apparentées.

### Ouvrage
: document utilisé comme source pour la rédaction de cet article.
- Dale Purves, George J. Augustine, David Fitzpatrick, William C. Hall, Anthony-Samuel LaMantia, James O. McNamara et S. Mark Williams (trad. de l'anglais), Neurosciences, Bruxelles, De Boeck Université, coll. « Neurosciences & Cognition », 2018, 6e éd., 811 p. (ISBN 978-2-8073-1492-4, lire en ligne).
- (en) Eric R. Kandel, James H. Schwartz et Thomas M. Jessel, Principles of neural science, New York, McGraw-Hill medical, 2013, 5e éd., 1709 p. (ISBN 978-0-07-139011-8 et 0-07-139011-1, OCLC 795553723, lire en ligne).